# Aardappelmeelfabriek

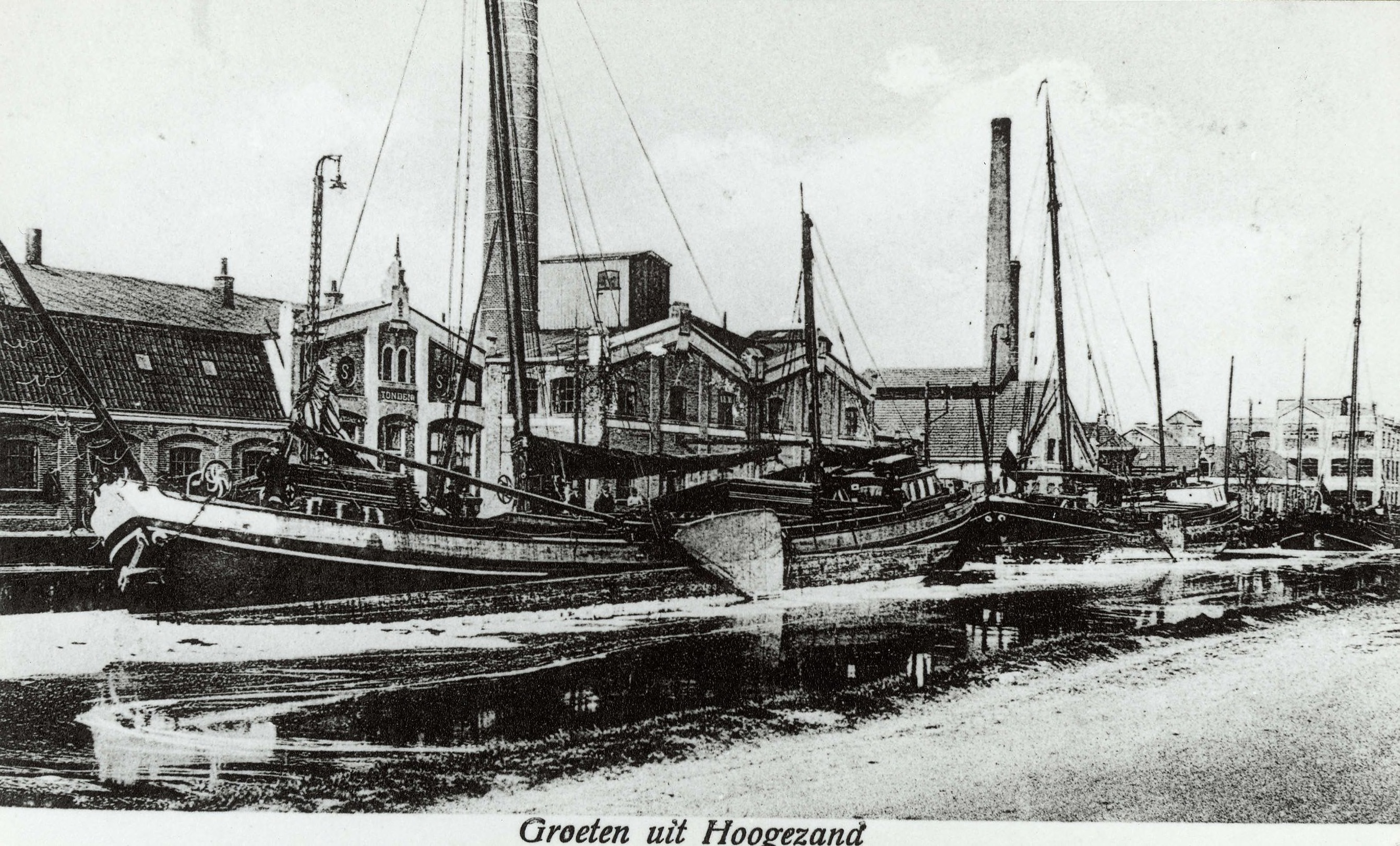
Voormalige aardappelmeelfabriek Tonden te Foxhol in 1925

Een aardappelmeelfabriek of aardappelzetmeelfabriek verwerkt fabrieksaardappelen tot aardappelzetmeel. In Nederland gebeurde dit grootschalig vanaf halverwege de negentiende eeuw als onderdeel van de industriële revolutie.
De meeste Nederlandse aardappelmeelfabrieken waren en zijn te vinden in de provincies Groningen en Drenthe, voornamelijk in de veenkoloniën waar de akkerbouw zich sterk op aardappelen gericht heeft. De meeste aardappelmeelfabrieken werden opgericht eind 19e eeuw en begin 20e eeuw, de laatste "Ter Apel en Omstreken" (W.T.M.) in 1916. Men kende zowel coöperatieve als particuliere bedrijven. Het belangrijkste particuliere bedrijf was dat van W.A. Scholten, die ook meerdere fabrieken in het buitenland bezat. Vanaf 1919 verenigden de coöperatieve fabrieken zich in de verkoopcoöperatie Avebe.

## De eerste fabrieken
De eerste beschrijving van het winnen van aardappelzetmeel wordt gegeven door Johann Daniel Titius uit Wittenberg in 1758. In 1766 besprak koning Frederik II van Pruisen, een belangrijke drijvend kracht achter de aardappelteelt, in een brief aan de Pruisische landraad de voordelen van aardappelzetmeel. De mechanisatie van het raspen wordt voor het eerst beschreven in 1762 en in 1782 volgen machines voor het zeven en afscheiden van het zetmeel. Aanvang van de 19e eeuw vooral in de jaren jaren dertig worden de vele fabrieken opgestart. 1878 waren er 663 fabrieken waarvan 441 nataardappelmeelfabrieken in Duitsland, de meeste in koninkrijk Pruisen.
In Nederland werd in de 18e eeuw aardappelmeel op kleine schaal geproduceerd als nevenbedrijf van enkele boeren. Jacobus J. H. van Wetering startte in Gouda in 1819 een aardappelzetmeelfabriek. In 1833 werd De Oorsprong in Oosterbeek door Jan Backer opgericht; hier stond ook de eerste grote Nederlandse beetsuikerfabriek, met een capaciteit tot 240 ton per jaar, in 1836 volgde de Goudsche Siroopfabriek en in de jaren 40 Hulstkamp & Molijn te Rotterdam. Deze eerste fabrieken verwerkten aardappelen tot zetmeel om het vervolgens tot glucosestroop te verwerken, ook wel aardappelstroop genoemd.
Een van de eerste fabrieken in Frankrijk stond in Parijs vanaf 1809 in Charenton-le-Pont. In 1810 startte Nephtalie Bloch te Duttlenheim in de Elzas zijn aardappelmeelfabriek.
De eerste fabriek in de Vogezen in Frankrijk startte op in 1833. In 1878 bereikte men in de Vogezen het aantal van 300 fabrieken. In 1901 waren er nog 75 fabrieken over. De laatste fabrieken in de Vogezen sloten in de jaren 1960.

## Veenkoloniën
De eerste commerciële aardappelmeelfabriek in de veenkoloniën werd opgericht in 1840 te Muntendam door J.A. Boon uit Amsterdam. Dit bedrijf sloot reeds in 1853. De tweede fabriek, Eureka, werd in 1841 opgericht in Foxhol, door Willem Albert Scholten uit het Gelderse Loenen. In 1858 werd vervolgens door de Belgische fabrikant Gustave Dutalis een derde fabriek gesticht, Hibernia in Muntendam. Het jaar daarop (1859) richtte W.A. Scholten in Zuidbroek een
bietsuikerfabriek op die niet rendabel bleek en die al snel werd omgebouwd tot de aardappelmeel- en kandijfabriek Motké. Vanaf ca. 1866 begon de aardappelmeelindustrie in de Veenkoloniën echt van de grond te komen en werden vele nieuwe fabrieken geopend. In 1894 werd door Jacob Hoogerbrugge in Kloosterveen bij Smilde de eerste Drentse aardappelmeelfabriek gesticht.
In 1890 richten de fabrikanten de Vereeniging van Aardappelmeelfabrikanten op zonder Scholten als lid en bepaalde in 1896 één uniforme inkoopprijs voor de leden.
Dit was voor de boeren verenigd in de Veenkoloniale Landbouwbond aanleiding om over te gaan tot onderzoek om coöperatieve aardappelmeelfabrieken op te richten. Door zeer lage aardappelprijzen in de jaren 90 veroorzaakt door de landbouwcrisis (1878-1895) en slechte oogsten stond de boeren het water aan de lippen en de oprichting van een inkoopkartel door de rijke zetmeelfabrikanten was voor hen de druppel. Jan Evert Scholten probeerde in 1897 met het Eureka-kartel een nieuwe bond van alle fabrikanten met een eenheidsprijs en een winstparticipatiestelsel de boeren tegemoet te komen, maar het wantrouwen was al te groot.
De eerste twee coöperatieve fabrieken werden in 1898 opgericht. De eerste, toepasselijk De Eersteling geheten, te Borgercompagnie, de tweede De Eendracht was gelegen in Kiel-Windeweer. Daarna volgden er snel meer. Het Eureka-kartel werd in 1903 weer ontbonden door teruglopend aanbod van aardappelen. In 1911 verwerkten de coöperatieve fabrieken al meer aardappelen dan hun particuliere tegenhangers, namelijk 296.000 ton tegenover 176.000 ton (3,7 tegenover 2,2 miljoen hl).
In 1905 richten de coöperaties de Bond van Boeren-aardappelmeelfabrieken op. In 1919, na de Eerste Wereldoorlog, waarin de distributie van het meel via de Vereeniging van aardappelmeelfabrikanten was gereguleerd door de regering, gingen de meeste coöperatieve aardappelmeelfabrieken door met samenwerken in één verkoopcentrale, de Coöperatieve Vereeniging Coöperatief Aardappelmeelverkoopbureau met als telegramadres de afkorting Avebe.
In 1915 telde Nederland 37 aardappelmeelfabrieken die op twee na (Gouda en Leeuwarden) alle in de veenkoloniale gebieden lagen.
In de jaren 20 van de 20e eeuw kwam de aardappelmeelindustrie in moeilijkheden. Enerzijds kwam dit door de sterkere concurrentie van - moeilijker te raffineren - graanzetmeel (tarwe, maïs) en de tropische zetmeelsoorten (tapioca en sago), anderzijds door de landbouwoverschotten aan het begin van de jaren 20. Sindsdien nam het aantal aardappelmeelfabrieken gestaag af, eerst door het sluiten in de jaren 1920 en 1930 van de meeste particuliere bedrijven en later deels door concentratie van de activiteiten in grotere fabrieken.
De laatste grootschalige sanering vond plaats tussen 1979 en 1982. Acht fabrieken werden gesloten. De natuur- en omgevingsbelastende eiwitrijke afvalwaterlozingen op de veenkoloniale kanalen werden niet langer toegestaan. De kanalen, die gedurende tientallen jaren door de aardappelzetmeelindustrie waren gebruikt als open riolen en die een deel van het jaar bedekt waren met dikke lagen stinkend eiwitschuim, moesten weer schoon worden. Nadat eerst de mogelijkheid was gecreëerd om het afvalwater deels via een afvalwaterleiding, ook wel smeerpijp genoemd, naar de Dollard af te voeren, werd uiteindelijk gekozen voor concentratie van de productie en investering in afvalwaterzuiveringsinstallaties op een beperkt aantal locaties.
In 2023 zijn er nog twee aardappelzetmeelfabrieken in de Veenkoloniën actief, in Ter Apelkanaal en Gasselternijveen.

## Zetmeelderivaten
Vooral na de Tweede Wereldoorlog zocht de aardappelmeelindustrie haar toevlucht in de productie van zetmeelderivaten. Vóór 1950 maakte de industrie voornamelijk aardappelstroop en speelden derivaten zoals dextrines, zetmeelacetaat en zetmeelnitraat slechts een beperkte rol. Vanaf 1956 werden derivaten in steeds grotere hoeveelheden geproduceerd en kwamen er ook meer soorten op de markt. In 2014 werd zetmeel in Europa voor 55% tot glucosestroop en voor 25% tot andere zetmeelderivaten verwerkt. Deze derivaten vinden tal van industriële toepassingen. Aardappelzetmeelderivaten worden bijvoorbeeld gebruikt bij de productie van snoepgoed, frisdranken en levensmiddelen, papier en golfkarton, textiel, papier- en tegellijmen en bij waterzuivering en olie- en gasboringen.
In 2000 werd 22% van het zetmeel in Europa geraffineerd uit aardappelen. In 2014 was dit 1,4 miljoen ton of 13% van de totale zetmeelproductie, en in 2022 was het aandeel 15% binnen de Europese Unie. Andere landen met aardappelzetmeelproductie zijn Duitsland, Frankrijk, China, Japan en Denemarken.